# Canarium chinare
Canarium chinare là một loài thực vật có hoa trong họ Burseraceae. Loài này được Grutt. & H.J.Lam mô tả khoa học đầu tiên năm 1955.